# Caveolae
Caveolae sind 50 bis 100 Nanometer große, sackförmige Einbuchtungen der Plasmamembran, die man unter dem Elektronenmikroskop auf der Oberfläche von unterschiedlichen Zelltypen erkennen kann.
Caveolae sind spezielle Lipid Rafts mit einer typischen Zusammensetzung an Proteinen und Lipiden. Dabei ist das Protein Caveolin das wichtigste Strukturelement.

## Bedeutung
Caveolae spielen eine wichtige Rolle bei der Mechanotransduktion, und Dysfunktionen können mit einer Reihe von Krankheitsbildern einhergehen.
Caveolae kommen in den meisten Zellen vor, bei manchen aber besonders zahlreich, z. B. im Gefäßendothel, auf Fettzellen und glatten Muskelzellen. Im Gefäßendothel schnüren sich Caveolae ab und dienen vermutlich der Transzytose von Plasmaproteinen (transendothelialer Stoffaustausch). In Muskel-, Fett- und anderen Zellen dagegen verbleiben Caveolae als stationäre Grübchen an der Oberfläche und sind wahrscheinlich bevorzugte Mikrodomänen für die Kopplung zwischen Membranrezeptoren und intrazellulären Signalkaskaden, weil die Caveolae-Membran besonders reich mit Rezeptoren für verschiedene physiologische Wirkstoffe (z. B. Insulin) ausgestattet ist.
Seit der Entdeckung der Caveolae wurde ihre Rolle bei der Endocytose diskutiert – wahrscheinlich wegen ihrer morphologischen Ähnlichkeit zu den sogenannten "Clathrin coated pits". Erkenntnisse deuten jedoch darauf hin, dass es sich um statische Strukturen handelt, die nur sehr langsam internalisieren, im Modell jedoch dazu induziert werden können.
Es gilt heute als bewiesen, dass sie auch eine entscheidende Rolle bei der Entstehung der Alzheimer-Krankheit und einer Form der muskulären Dystrophie spielen, dies jedoch gilt für Lipid Rafts im Allgemeinen oder für Caveolin-3 im Muskel. ESA/reggie ist weiterhin bedeutsam als Komponente in Endothelien mit Caveolin-1 und -2. Dieses Protein ist an der Mechanotransduktion beteiligt (dieses wurde zumindest im Modellorganismus des Fadenwurms C. elegans anhand eines Homologen bewiesen).

### Caveolae und Oncogenese
Es wurde festgestellt, dass sowohl ein Zuviel, als auch ein Zuwenig von Caveolin in einer Zelle mit deren Entartung korrelieren. Die Signaltransduktion fungiert als wichtiges Bindeglied.

### Caveolae und idiopathische Lungenfibrose
Bei Patienten mit idiopathischer Lungenfibrose ist die Expression von Caveolin-1 im Lungengewebe deutlich vermindert. Transforming growth factor ß1 (TGF-ß1), ein Zytokin, welches die Vermehrung von Bindegewebe fördert, hemmt die Expression von Caveolin-1 in Fibroblasten der menschlichen Lunge. Umgekehrt hemmt Caveolin-1 in kultivierten Fibroblasten die durch TGF-ß1 induzierte Produktion von extrazellulärer Matrix.

### Caveolae und Nierenschädigung bei Bluthochdruck
Im Nierenkörperchen führt erhöhter Blutdruck zur Hochregulation von Ras homolog gene family, member A (RhoA) einer kleinen GTP-ase aus der RAS-Überfamilie. Caveolae und Caveolin-1 spielen bei der Übermittlung der mechanischen Stress-Signale eine wichtige Rolle. Die Hochregulation von RhoA führt zu vermehrter Produktion extrazellulärer Matrix und dies wiederum ist ein wichtiger Mechanismus der hochdruckbedingten Nierenschädigung (Nephrosklerose).